# Diogo de Ravena
Diogo de Ravena (Ravena, século XVI) foi um arquiteto militar.
A serviço da Coroa portuguesa visitou todas as praças portuguesas do Norte de África em 1533.